# Robert L. Forward
Robert Lull Forward (Geneva, 15 agosto 1932 – Whidbey Island, 21 settembre 2002) è stato un fisico e scrittore statunitense.

## Biografia
Ha conseguito il dottorato all'Università del Maryland nel 1965 con lo sviluppo di un'antenna per rilevare la radiazione gravitazionale (l'energia trasmessa dalle onde gravitazionali). Ha lavorato in seguito per il laboratorio di ricerca della compagnia Hughes Aircraft, da cui si è ritirato nel 1987 per concentrarsi sulla scrittura e lavorare come consulente per clienti come la NASA e la U.S. Air Force. Nel 1994 è stato cofondatore della Tethers Unlimited.
Le ricerche di Forward si sono concentrate sui campi più speculativi della fisica e della tecnologia, spaziando su argomenti come le fontane spaziali, le vele solari, la propulsione spaziale - soprattutto quella basata sull'antimateria - e su temi più esotici come il viaggio nel tempo e la materia esotica. Ha scritto oltre 200 articoli scientifici e 11 romanzi di fantascienza, in particolare fantascienza hard, spesso descrivendo forme di vita non basate sul carbonio. Ha scritto due romanzi assieme alla moglie Martha Dodson Forward ed altri due assieme alla seconda figlia Julie Fuller.

## Opere

### Narrativa

#### Serie di Dragon's Egg
- Dragon's Egg (1980)
- Starquake (1985)

#### Serie di Rocheworld
- Rocheworld (Baen, 1990)
  - Rocheworld (manoscritto originale, 1981)
  - Rocheworld (Analog Science Fiction/Science Fact, 1982)
  - The Flight of the Dragonfly (Timescape, 1984)
  - The Flight of the Dragonfly (Baen, 1985)
- Return to Rocheworld (febbraio 1993) (con Julie Forward Fuller)
- Marooned on Eden (agosto 1993) (con Margaret Dodson Forward)
- Ocean Under the Ice (1994) (con Margaret Dodson Forward)
- Rescued from Paradise (1995) (con Julie Forward Fuller)

#### Romanzi
- Martian Rainbow (1991)
- Timemaster (1992)
- Camelot 30K (1993)
- Saturn Rukh (1997)

### Saggistica
- Mirror Matter: Pioneering Antimatter Physics (1988, con Joel Davis)
- Future Magic (1988)
- Indistinguishable from Magic (1995)